# Berilo
Berilo is een gemeente in de Braziliaanse deelstaat Minas Gerais. De gemeente telt 13.717 inwoners (schatting 2009).

## Aangrenzende gemeenten
De gemeente grenst aan Chapada do Norte, Cristália, Francisco Badaró, Grão Mogol, José Gonçalves de Minas en Virgem da Lapa.